# Paul Mebus
Paul Mebus (* 9. Juni 1920 in Rheine; † 8. Dezember 1993 in Köln) war ein deutscher Fußballspieler. Der zumeist als Außenläufer im damaligen WM-System eingesetzte Spieler absolvierte in der Fußballnationalmannschaft sechs A-Länderspiele in den Jahren 1951 und 1954 und nahm dabei auch an der Fußballweltmeisterschaft 1954 in der Schweiz teil. Der 1951 vom VfL Benrath aus der 2. Liga West zum 1. FC Köln gekommene Defensivakteur bestritt in der Fußball-Oberliga West bis 1956 für das „Geißbock-Team“ 91 Ligaspiele (1 Tor). 1954 gewann er mit seinem Team die Meisterschaft in der Oberliga West.

## Spielerkarriere

### Vereine
Mebus kam als Kleinkind nach Düsseldorf-Benrath, wo er seine Jugend verbrachte und die Volksschule besuchte. Danach durchlief er eine kaufmännische Lehre und spielte in der Jugend des VfL Benrath Fußball. Sein Vorbild und Lehrmeister war Nationalspieler Karl Hohmann. War er als Jugendlicher ein erstklassiger Stürmer, zog es ihn später in die Läuferreihe zurück. Bei den Schwarz-Weißen debütierte er schon mit 17 Jahren in der 1. Mannschaft in der Gauliga Niederrhein.
Am 20. August 1939 gehörte er der Mannschaft an, die in der 1. Schlussrunde um den Tschammerpokal Borussia Neunkirchen mit 1:4 unterlag. Nach zwei Jahren in der Bezirksliga stieg er zur Saison 1941/42 mit dem Verein in die Gauliga Niederrhein – der der Verein zuvor von 1933 bis 1939 angehört und sie zweimal als Meister abgeschlossen hatte – auf und konnte die Klasse mit einem Punkt Vorsprung vor Fortuna Düsseldorf halten. Mit Rang 5 in der Saison 1943/44 erreichte der Verein die beste Platzierung. In der Saison 1944/45, der letzten in der Gauliga wurde – aufgrund der Auswirkungen des Zweiten Weltkriegs – nach dem ersten Spieltag Ende September 1944 abgebrochen. Mebus war als Wehrmachtsangehöriger in Norwegen stationiert und erkrankte an Rheuma, was ihn sein ganzes Leben begleitete. Über Brandenburg kam er in den „Frontkessel“ um Berlin und erlitt kurz vor Ende des Kriegs eine Oberarmverletzung und kam in ein Lazarett in Luckenwalde, wo er seine spätere Ehefrau kennenlernte. Nach Ende des Zweiten Weltkrieges kehrte er wieder nach Düsseldorf-Benrath zurück.
In der Saison 1946/47 belegte er mit den Schwarz-Weißen im Bezirk Berg/Mark hinter Fortuna Düsseldorf und TSG Vohwinkel 80 mit einem Punkt Rückstand den 3. Rang. Ab 1947/48 trat er mit seinem Heimatverein in der Landesliga Niederrhein an und wiederholte in der Gruppe 1 den 3. Rang. Das Spieljahr 1948/49 wurde zu einer Mammut-Saison: Zuerst gewann Mebus mit dem VfL die Landesligameisterschaft in der Gruppe 2, danach landete er in der Niederrheinmeisterschaft hinter den zwei Duisburger Vertretern DSV und FV 08 auf dem 3. Rang und nahm dann noch an einer Relegationsrunde zur Ausspielung zweier weiterer Teams für die Oberliga West teil. Da belegte er wiederum hinter dem FC Schalke 04 und dem SV Bayer Leverkusen den 3. Rang, war damit aber zur folgenden Saison für die neue 2. Liga West qualifiziert. Dort belegte er mit Benrath 1949/50 in der Gruppe 2 den 13. Rang und hatte neben Mitspieler Jakob Wimmer in 28 Ligaspielen sechs Tore erzielt. Im zweiten Jahr in der 2. Liga, 1950/51, übte Mebus das Amt des Spielertrainers aus und führte sein Team auf den 5. Rang. In 29 Zweitligaeinsätzen hatte er dabei fünf Tore erzielt; insgesamt in zwei Runden 2. Liga West 57 Spiele mit 11 Toren absolviert. Gekrönt wurde seine Zeit in Benrath durch seinen Länderspieleinsatz am 15. April 1951 in Zürich gegen die Schweiz. Zwei Monate vor seinem 31. Geburtstag debütierte er beim 3:2-Erfolg in der Mannschaft von Bundestrainer Sepp Herberger. Gemeinsam mit Gunther Baumann und Karl Barufka bildete der Zweitligaspieler dabei die deutsche Läuferreihe.
Mebus, der dem VfL Benrath 06 nach Ende des Zweiten Weltkrieges noch bis 1951 angehörte, war bei den Schwarz-Weißen zu einem unverzichtbaren Leistungsträger geworden und durchlief sämtliche Auswahlteams des Kreises, des Niederrheins und Westdeutschlands. Er hatte 1948 unter Sepp Herberger an der Kölner Sporthochschule als Jahrgangsbester die Ausbildung zum Fußball-Lehrer durchlaufen und danach als Dozent gearbeitet. Der kopfball- und kampfstarke Routinier wechselte mit 31 Jahren zur Saison 1951/52 zum 1. FC Köln in die Oberliga West. Er wurde sofort eine Topverstärkung und eroberte auf Anhieb einen Stammplatz. Er war in der Läuferreihe flexibel einsetzbar, sowohl rechts und links als auch als Mittelläufer. Dabei war er in der Defensive und im Aufbauspiel besonders wertvoll. Zwei Spielzeiten später gewann er mit den Kölnern die Westdeutsche Meisterschaft, nachdem er zuvor mit der Mannschaft Zweiter, hinter Borussia Dortmund, geworden war. Am schnellen Aufschwung des FC mit dem Erreichen des Pokalfinales 1954 sowie der westdeutschen Meisterschaft im selben Jahr hatte er maßgeblichen Anteil.
Tragisch war, dass der begnadete Fußballer fast sein ganzes Leben lang mit schweren Alkoholproblemen zu kämpfen hatte. Während der Saison 1952/53 wurde er deshalb vom 1. FC Köln wegen „einiger Ausrutscher im Nachtleben“ für zwei Monate vereinsintern gesperrt. Dessen ungeachtet gehört Mebus von seinen Qualitäten her zu den fähigsten FC-Spielern der Vereinsgeschichte, der sein riesiges Potenzial jedoch nicht vollständig ausnutzte. Willi Gierlich über seinen ehemaligen Mitspieler: „Der Paul war ein Phänomen. Schmächtig, zu viel Alkohol, zu viele Zigaretten und entsprechend konditionsschwach. Aber durch seine Zähigkeit und seinen Instinkt machte er das immer wieder wett. Der roch die Querpässe des Gegners, lief hinein und kurbelte sofort das Angriffsspiel an.“
Am Saisonende 1955/56 beendete er nach insgesamt 91 Oberligaspielen seine aktive Fußballerkarriere. Er war unter dem zurückgekehrten Trainer Hennes Weisweiler nochmals in den ersten drei Rundenspielen gegen den SV Sodingen (1:3), Schwarz-Weiß Essen (4:1) und Preußen Münster (1:3) an der Seite der Defensivakteure Günter Jansen, Hans Graf, Herbert Dörner, Georg Stollenwerk und Martin Hirche dabei aufgelaufen; danach folgte kein Einsatz in der Oberliga mehr. Neben Weisweiler hatte er beim FC auch die Arbeit der weiteren Trainer Helmut Schneider, Karl Winkler und Kurt Baluses erlebt. Für die Kölner bestritt er des Weiteren noch vier Spiele um den Westdeutschen Pokal, des Weiteren 1952/53 sechs und 1953/54 zwei Endrundenspiele um die Deutsche Meisterschaft. Im DFB-Pokal-Wettbewerb kam er 1953/54 einschließlich des mit 0:1 verlorenem Finale gegen den VfB Stuttgart in allen drei Spielen zum Einsatz. 1954/55 schied er nach dem 2:1-Sieg gegen die STV Horst-Emscher in der Vorrunde bei der 0:7-Niederlage beim 1. FC Kaiserslautern im Achtelfinale aus dem Wettbewerb aus.
Ende der 1980er Jahre erkrankte Paul Mebus an Leukämie und verstarb im Jahr 1993.

### Nationalmannschaft
Mebus bestritt 1951 fünf seiner sechs Länderspiele und debütierte am 15. April 1951 in Zürich beim 3:2-Sieg der A-Nationalmannschaft über die Nationalmannschaft der Schweiz. Mit der A-Nationalmannschaft nahm er an der vom 16. Juni bis 4. Juli 1954 in der Schweiz ausgetragenen Weltmeisterschaft 1954 teil und bestritt sein einziges Turnierspiel am 20. Juni im zweiten Gruppenspiel, das in Basel mit der 3:8-Niederlage gegen die Nationalmannschaft Ungarns endete.
Angefangen hatten die Auswahlberufungen mit der Nominierung für das Repräsentativspiel am 8. Mai 1949 in Bremen zwischen Norddeutschland und Westdeutschland. Die Auswahlteams trennten sich vor 40.000 Zuschauern mit 1:1 und der Zweitligaspieler vom VfL Benrath spielte in der Läuferreihe an der Seite von Paul Matzkowski und Erich Schanko. Im Länderpokal des Jahres 1949/50 vertrat Mebus am 14. September 1949 in Leipzig vor 50.000 Zuschauern im Spiel gegen Sachsen die Farben des Niederrheins. Neben Mitspielern wie Werner Göbel, Kurt Borkenhagen, Kurt Neumann, Clemens Wientjes, Karl Klug, Karl Hetzel und Hermann Michael konnte er aber eine 1:2-Niederlage und das Ausscheiden aus dem Wettbewerb nicht verhindern. Am 12. November 1949 lief der Benrather in Frankfurt beim Vergleich der Südauswahl gegen Westdeutschland (5:4) wiederum als rechter Außenläufer ein. Vom 14. bis 19. November 1949 nahm er am 1. Nachkriegslehrgang in Duisburg unter Sepp Herberger teil. Während eines Sichtungslehrganges in Duisburg vom 2. bis 6. April 1951 gehörte er einer DFB-Mannschaft an, welche in Essen die Saar-Elf mit 7:1 besiegte und Mebus dabei mit Heinz Wewers und Hans Haferkamp im Lauf agierte und ein Tor erzielte. Zehn Tage später, am 15. April, debütierte er beim Länderspiel in Zürich gegen die Schweiz in der A-Nationalmannschaft. 
Für die B-Nationalmannschaft kam er in zwei Länderspielen zum Einsatz. Seinen ersten hatte er am 14. Juni 1953 in Düsseldorf beim 5:2-Sieg gegen die B-Auswahl Spaniens, seinen zweiten am 24. April 1954 in Offenburg bei der 1:3-Niederlage gegen die B-Auswahl der Schweiz.

## Erfolge
- Weltmeister 1954
- Westdeutscher Meister 1954
- DFB-Pokal-Finalist 1954
- Zweiter der Westdeutschen Meisterschaft 1953

## Auszeichnungen
Silbernes Lorbeerblatt (verliehen 1974) 

## Trainerkarriere
Bereits während seiner aktiven Laufbahn war Mebus als Trainer tätig. In der Saison 1950/51 war er Spielertrainer beim VfL Benrath in der 2. Liga West und trainierte auch nach seinem Wechsel zum 1. FC Köln Vereine im Amateurbereich und am Ende seiner Spieleraktivität von 1955 bis 1957 die Amateure des 1. FC. Nach dem Ende als Vertragsspieler folgten Stationen u. a. beim SV Schlebusch, TuRa Hennef, TuS Höhenhaus, CfB Ford Niehl, VfL Köln 99, SV 09 Eitorf, 1. SC Göttingen 05, SSV Troisdorf 05 und dem TSC Euskirchen.